# John Gallagher Montgomery
John Gallagher Montgomery (* 27. Juni 1805 in Northumberland, Northumberland County, Pennsylvania; † 24. April 1857 in Danville, Pennsylvania) war ein US-amerikanischer Politiker. Im Jahr 1857 vertrat er den Bundesstaat Pennsylvania im US-Repräsentantenhaus.

## Werdegang
John Montgomery genoss eine private Schulausbildung und studierte danach bis 1824 am Washington College, dem heutigen Washington & Jefferson College in Washington. Nach einem anschließenden Jurastudium und seiner 1827 erfolgten Zulassung als Rechtsanwalt begann er in Danville in diesem Beruf zu arbeiten. Gleichzeitig schlug er als Mitglied der Demokratischen Partei eine politische Laufbahn ein. Im Jahr 1855 wurde er Abgeordneter im Repräsentantenhaus von Pennsylvania.
Bei den Kongresswahlen des Jahres 1856 wurde Montgomery im zwölften Wahlbezirk von Pennsylvania in das US-Repräsentantenhaus in Washington, D.C. gewählt, wo er am 4. März 1857 die Nachfolge von Henry Mills Fuller antrat. Dieses Mandat konnte er faktisch bis zu seinem Tod am 24. April desselben Jahres ausüben. Allerdings dürfte er aufgrund der Kürze seiner Amtszeit und seiner Erkrankung an keiner Kongresssitzung teilgenommen haben.
Vermutlich zog sich Montgomery seine tödliche Erkrankung durch eine Lebensmittelvergiftung im National Hotel in Washington D.C. zu. Ende Februar 1857 hatte er dort an einem Abendessen zu Ehren des gewählten Präsidenten James Buchanan teilgenommen. Anschließend erkrankten viele der Teilnehmer. Auch Buchanan war betroffen und hätte dadurch beinahe nicht an seiner Amtseinführung am 4. März teilnehmen können. James Montgomery und der Kongressabgeordnete John A. Quitman aus Mississippi erholten sich von den Vergiftungen nicht mehr. Auch David Fullerton Robison, ein ehemaliger Abgeordneter aus Pennsylvania, starb an den Spätfolgen der Vergiftung.